# Epinephelides armatus
Epinephelides armatus – gatunek ryby z rodziny strzępielowatych, jedyny przedstawiciel rodzaju Epinephelides Ogilby, 1899.
Występowanie: rafy koralowe Oceanu Indyjskiego u wybrzeży Australii.

## Opis
Osiąga do 56 cm długości.